# 科伊瓦河
科伊瓦河是俄羅斯的河流，位於彼爾姆邊疆區，屬於丘索瓦亞河的右支流，河道全長180公里，流域面積2,250平方公里。1829年，在科伊瓦河邊首次發現俄羅斯境內的鑽石。